# Vatxe II
Vatxe o Datxi II —ვაჩე II, Vatxe II, o დაჩი, Datxi, o დარჩი, Darxi, o დარჩილი, Darxil en georgià — fou un rei d'Ibèria de la dinastia dels Cosròides, que va regnar del 522 al 534.
Vatxe o Datxi és esmentat per la Crònica georgiana, que li atribueix un regnat de dotze anys i diu que era fill del rei Vakhtang I Cap de Llop i de la princesa persa Balendoukht.
Va esdevenir rei a la mort del seu pare i, conforme a la voluntat d'aquest, els seus germanastres Lleó i Mihrdat, fills de la princesa romana d'Orient Helena, van rebre la possessió de la part occidental d'Ibèria que els havia concedit Vakhtang I. Els dos prínceps residien a l'hivern a Oszrkhe i a l'estiu a Tsunda; mai se'ls va anomenar reis sinó mthawar dels eristavi, que vindria a ser com arxiducs.
Vatxe II es va ocupar de seguida de restaurar Ibèria que havia estat devastada per Pèrsia excepte la Kakhètia, la Klardjètia i l'Ègrissi (segons la Crònica). El rei va acabar tanmateix les muralles de Tiflis que el seu pare havia deixat inacabades però encomanant-li el seu acabament i va transferir la residència reial a aquesta ciutat tal com volia Vakhtang. El catolicós Petre havia mort i Vatxe va instal·lar el seu successor Samuel a Mtskheta, l'antiga capital reial que serà en endavant el centre religiós del país. Vatxe II va dedicar els següents anys a la conversió dels muntanyencs de Kakhètia que restaven refractaris al cristianisme.
Quan el seu germanastre Lleó va morir, va cedir les possessions a l'altre germà Mihrdat i li va permutar la Còlquida o Egrisi (fronterera amb els romans d'Orient) per la Javakètia, entre el llac de Phanawar i Mtkuar, on Mihrdat exerciria com a eristavi sota dependència de Vatxe. Aquest territori seria el feu dels descendents del seu germà LLeó, els futurs Guaràmides.
Vatxe II va morir el 534 i va tenir com a successor al seu fill Bakur II.